# トマトジュースで追いかえすのかい
「トマトジュースで追いかえすのかい」（トマトジュースでおいかえすのかい）は、大塚博堂の曲である。1981年2月21日発売のアルバム『感傷』に収録され、没後の同年7月21日にシングルとしても発売された。

## エピソード
- この曲は、東京音楽祭に出場した曲である。
- 博堂が生きていた場合、「春は横顔」（生前最後のシングル）の次のシングルになる予定の曲だった。
- 梓みちよが、1982年にカバー・シングルを出した。（後述）

## 収録曲
（全作詞：阿久悠／作曲：大塚博堂／編曲：チト河内）
1. トマトジュースで追いかえすのかい
2. 処女（おとめ）よ

## 梓みちよのカバー・シングル
梓みちよのカバー・シングルは、1982年4月1日にCBS・ソニーから発売された。

### 収録曲
（全編曲：後藤次利）
1. トマトジュースで追いかえすのかい [3:37]
作詞：阿久悠／作曲：大塚博堂
2. 裏面 [3:30]
作詞：島武実／作曲：岡本一生